# Perillaalkohol

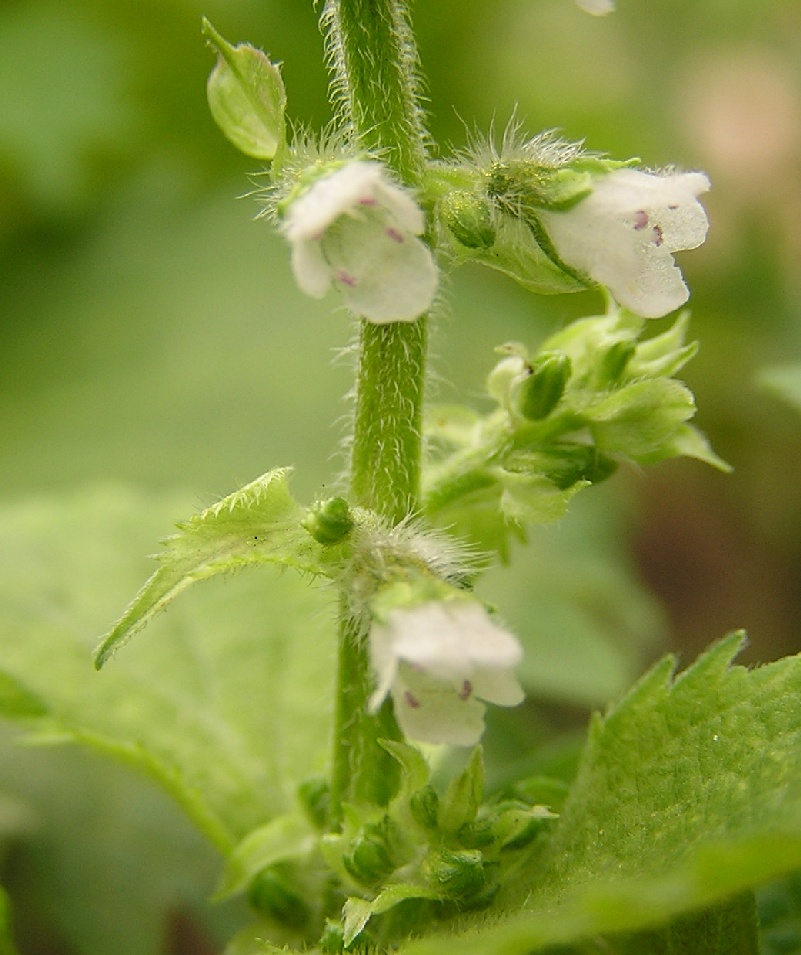
Perilla

Perillaalkohol ist eine organisch chemische Verbindung aus der Gruppe der Alkohole mit einer Monoterpenstruktur, die in Perilla (Perilla frutescens) vorkommt. Eine Verwendung bei der Therapie von Krebs wurde untersucht.